# Charles VIII (roi de France)
Pour les articles homonymes, voir Charles VIII.
Charles VIII, dit « l'Affable », né le 30 juin 1470 au château d'Amboise, où il est mort le 7 avril 1498, est roi de France de 1483 à 1498.
Fils de Louis XI, il est le septième et dernier roi de la succession directe de la maison capétienne de Valois, qui règne sur la France depuis 1328 (Philippe VI).
Âgé de treize ans à la mort de son père (30 août 1483), Charles est placé sous la tutelle de sa sœur Anne, régente du royaume, qui continue de gouverner après la majorité du roi avec son époux Pierre II de Bourbon, sire de Beaujeu.
Fiancé en 1482 (traité d'Arras) à Marguerite, fille de Maximilien d'Autriche, alors régent de l'État bourguignon, Charles VIII entre en conflit avec celui-ci à propos du mariage de la duchesse Anne de Bretagne, qu'il épouse en 1491, rompant ses fiançailles avec Marguerite et cassant le projet de mariage de Maximilien avec Anne. En contrepartie, il signe le traité de Senlis (1493), par lequel il restitue à Maximilien le comté d'Artois et le comté de Bourgogne (actuelle Franche-Comté).
En 1494, au nom des droits de la maison d'Anjou sur le royaume de Naples, il lance la France dans la première guerre d'Italie (1494-1497).
Il meurt accidentellement à la suite d'un choc de sa tête contre le linteau d'une porte du château d'Amboise.

## Jeunesse

### Origines familiales et formation
Charles de Valois est le fils de Louis XI (1423-1483, roi de 1461 à 1483) et de sa deuxième épouse Charlotte de Savoie (1441-1483), épousée en 1451.
Il est leur seul fils (sur cinq) à dépasser l'âge d'un an. Il a deux sœurs plus âgées : 
- Anne (1461-1522), épouse du sire de Beaujeu Pierre II de Bourbon,
- Jeanne (1464-1505), épouse du duc d'Orléans Louis II (1462-1515), premier prince du sang et héritier présomptif[Note 1].

Il est de constitution fragile ; c'est pourquoi le roi, soucieux d'assurer sa succession, se préoccupe plus de sa santé que de son éducation. Il met à son service le meilleur médecin de l'époque, Jean Martin, grâce auquel sans doute Charles conserve une bonne santé.
En ce qui concerne son éducation, Louis XI choisit comme précepteur Guillaume Tardif (vers 1440-1492), un des premiers humanistes français aux côtés de Guillaume Fichet et de Robert Gaguin. Louis XI interdit cependant à Charles l'étude du latin, que lui-même avait appris à l'âge de six ans. Il fait aussi rédiger à son intention, par son médecin et astrologue Pierre Choisnet, un traité historique, politique et éthique, le Rosier des guerres.

### Projets de mariage de Louis XI pour le dauphin
Durant son enfance, Charles joue avant tout le rôle d'instrument de la politique de son père, au moyen de fiançailles successives.
D'abord le 29 août 1475, le traité de Picquigny qui met fin à la guerre de Cent Ans est accompagné d'une promesse de mariage entre Charles et Élisabeth d'York, fille d'Édouard IV d'Angleterre.
Par la suite, après la mort de Charles le Téméraire (janvier 1477), en même temps que l'armée française occupe le duché de Bourgogne (fief de France) et le comté de Bourgogne (fief d'Empire), Louis XI envisage de fiancer Charles avec la duchesse Marie de Bourgogne (née en 1457), afin de prendre le contrôle de l'État créé par les ducs de Bourgogne de la maison de Valois, État féodal qui inclut plusieurs fiefs des Pays-Bas, notamment le comté de Flandre, le comté d'Artois (fiefs de France) et le duché de Brabant (fief d'Empire). C'est le début de la guerre de Succession de Bourgogne.
Mais Marie ne se soumet pas aux souhaits de Louis XI et choisit un autre parti : l'archiduc Maximilien d'Autriche, fils de l'empereur Frédéric III, qui poursuit une guerre plutôt favorable à la France. Marie meurt accidentellement en mars 1482, laissant deux enfants, Philippe (1478-1506) et Marguerite (1480-1530). Maximilien devient régent de Bourgogne, mais l'opposition à la guerre des villes de Flandre (Bruges, Gand) l'oblige à signer le traité d'Arras, très désavantageux.
Une des clauses du traité est les fiançailles de Charles avec Marguerite, âgée de 3 ans, la fille de Maximilien et de Marie. Marguerite amène avec elle la promesse d'une dot (en fiefs bourguignons) considérable. Mais le mariage ne peut pas avoir lieu immédiatement, vu l'âge de la fiancée.
Violant le traité de Picquigny, ce traité d'Arras provoque un conflit avec l'Angleterre, ce qui entraîne une bataille au cours de laquelle la marine française vainc les corsaires anglais.
Marguerite de Bourgogne vient vivre à la cour de France, auprès de son fiancé, en attendant l'âge du mariage (elle arrive le 24 avril 1483).

### Préparation au pouvoir
Louis XI sentant sa fin approcher inculque au dauphin quelques notions de gouvernement à partir de 1482.
Il lui conseille de conserver la majorité du personnel royal pour faciliter la transition, bien que lui-même n'ait pas fait ainsi, notamment son principal secrétaire Pierre Ier Brûlart,. Il lui demande aussi d'accepter la tutelle de sa sœur Anne.
Dans les dernières semaines de la vie du roi, Charles et Marguerite sont confinés au château d'Amboise, sur l'ordre d'un père devenu paranoïaque[pas clair].
Louis XI meurt le 30 août 1483, Charles devient roi à 13 ans sous le nom de Charles VIII.

## Roi de France

### Avènement de Charles VIII
En attente de sa majorité à 14 ans, Charles VIII est, conformément au désir de son père, placé sous la tutelle de sa sœur aînée, Anne de France, âgée de 22 ans, dite Anne de Beaujeu après son mariage avec Pierre de Bourbon, sire de Beaujeu.
Cette tutelle est contestée par Louis II d'Orléans. Mais les États généraux réunis à Tours de janvier à mars 1484 entérinent la régence d'Anne de Beaujeu et de son époux.
Le sacre de Charles VIII a lieu le 30 mai 1484 dans la cathédrale de Reims, lieu traditionnel de cette cérémonie.

### La rébellion nobiliaire contre la régente: la Guerre folle (1485-1488)
Les premiers mois de la régence voient les anciens proches de Louis XI adopter des attitudes différentes. Si certains, comme Philippe de Commynes, prennent dès le début le parti d'Anne de France, d'autres, plus réservés comme Imbert de Batarnay, attendent quelques mois l'affermissement du pouvoir de la famille de Beaujeu pour s'y rallier.
En 1485, un groupe de nobles de haut rang, dirigés notamment par Louis II d'Orléans, soutenus par Maximilien d'Autriche (qui voudrait réviser certaines clauses du traité d'Arras) et par le duc de Bretagne François II, s'engagent dans une rébellion appelée la « Guerre folle » (1485-1488).
Le 28 juillet 1488, Louis d'Orléans est fait prisonnier à la bataille de Saint-Aubin-du-Cormier, où l'armée du duc de Bretagne est sévèrement défaite. François II meurt quelques semaines plus tard, laissant le duché à sa fille aînée, âgée de 11 ans, Anne.
Incarcéré pendant trois ans, Louis II d'Orléans est gracié en 1491.

### La question du mariage d'Anne de Bretagne: un enjeu international (1489-1491)

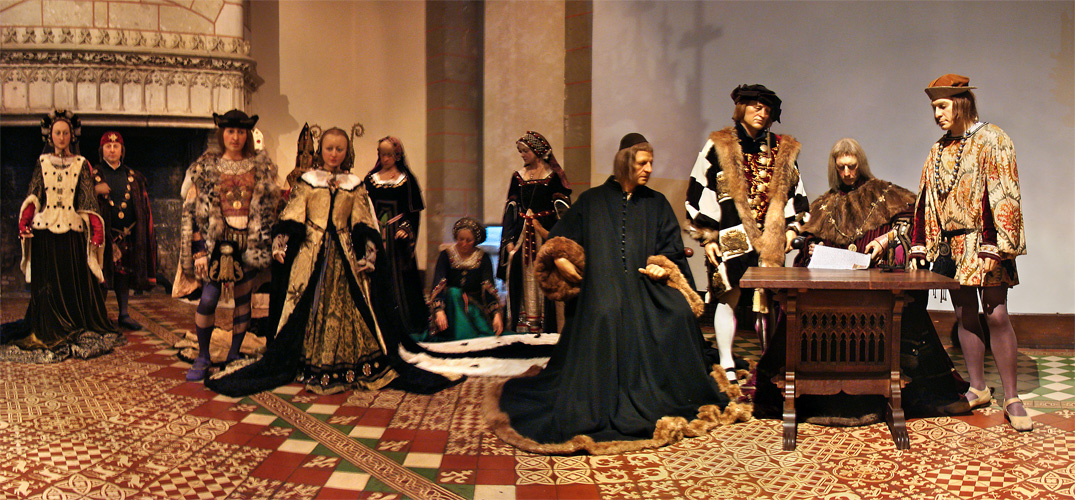
Reconstitution du mariage de Charles VIII avec Anne de Bretagne au château de Langeais.

Après la mort de François II, la cour de Bretagne tente d'échapper à la tutelle du roi de France en se rapprochant de Maximilien d'Autriche, père de la fiancée (toujours en attente de mariage) de Charles VIII, mais adversaire de la France depuis la mort de Louis XI.
En février 1489, Anne est couronnée duchesse à Rennes. Un accord est conclu entre la cour de Bretagne et l'Angleterre, puis entre Maximilien d'Autriche et l'Angleterre, entre Maximilien et Ferdinand d'Aragon et entre Ferdinand d'Aragon et l'Angleterre, tous visant à empêcher la mainmise du roi de France sur la Bretagne.
Ces tractations aboutissent en 1490 au mariage (par procuration dans un premier temps) de la duchesse Anne de Bretagne avec Maximilien. Mais pour Charles VIII et la cour de France, cela représente un casus belli : il n'est pas possible de laisser le régent des Pays-Bas devenir duc de Bretagne. Charles VIII décide qu'il va imposer une autre solution : son propre mariage avec Anne, moyennant la rupture des fiançailles avec Marguerite et l'annulation du mariage d'Anne avec Maximilien.
En 1491, l'armée française envahit de nouveau le duché de Bretagne et vient mettre le siège devant Rennes où se trouve la cour. La ville est prise le 17 novembre 1491.

### Le mariage de Charles VIII avec Anne de Bretagne (décembre 1491)
Peu après, les fiançailles de Charles avec Anne sont célébrées dans la chapelle du monastère des Jacobins de Rennes.
Anne de Bretagne vient ensuite au château de Langeais, escortée de son armée, donc apparemment en toute liberté, ce qui est important pour garantir la légitimité de ce mariage aux yeux de l'Église (et la légitimité de l'annexion de la Bretagne). Le mariage est célébré le 6 décembre 1491. Anne, née le 25 janvier 1477 (à Nantes), a alors presque 15 ans.
Le contrat de mariage stipule, d'une part, que le duché de Bretagne devient la possession de Charles VIII, et d'autre part, qu'au cas où Anne deviendrait veuve, elle ne pourrait se remarier qu'avec le successeur de ce dernier.
En ce qui concerne Maximilien, les problèmes résultant du mariage de Charles avec Anne sont réglés en 1493 par le traité de Senlis.
Une conséquence importante du mariage de Charles est la fin progressive de la tutelle qu'exerçait Anne de France, d'abord comme régente de droit jusqu'à la majorité de Charles (14 ans, le 30 juin 1484), puis de fait. Elle et son époux Pierre de Beaujeu (1438-1503), devenu duc de Bourbon en 1488, se retirent à Moulins, capitale du duché de Bourbon.
Les six enfants de Charles VIII et Anne de Bretagne meurent tous jeunes. Leur premier fils, Charles-Orland, meurt en 1495 âgé de 3 ans. En conséquence, à sa mort, Charles VIII n'a pas de fils ; Louis XII d'Orléans lui succède, épousant Anne en 1499.

### La première guerre d'Italie
Une fois réglé à son avantage le problème de la succession de Bretagne, Charles VIII décide de faire valoir ses droits sur le royaume de Naples (officiellement : royaume de Sicile péninsulaire).

#### Prétentions de Charles VIII en Italie
Charles VIII fait valoir des droits hérités de la maison d'Anjou, du fait qu'il descend de Yolande d'Aragon, mère du roi René et grand-mère de Louis XI. René d'Anjou (1409-1480), aussi duc de Lorraine et comte de Provence, a été roi de Naples, d'où l'appellation usuelle de « roi René », de 1434 à sa mort, mais seulement en titre.
De fait, le royaume est depuis 1435 aux mains d'une dynastie aragonaise, alors représentée par Ferdinand Ier (1423-1494), cousin (éloigné) de Ferdinand II d'Aragon.
À la mort du roi René, ses droits ont été transmis à la maison de Valois (Louis XI, puis Charles VIII).

#### Préparation diplomatique de l'expédition
Charles VIII s'assure d'abord la neutralité de plusieurs souverains. Il signe donc : 
- le 3 janvier 1492, le traité d'Étaples avec Henri VII d'Angleterre (Henri VII reconnaît le mariage de Charles avec Anne de Bretagne ; Charles règle les dettes du duché envers l'Angleterre ; l'imposteur Perkin Warbeck, prétendant au trône d'Angleterre, est expulsé ; Charles paie une indemnité à Henri VII) ;
- le 19 janvier 1493, le traité de Barcelone avec le roi d'Aragon Ferdinand II, qui est aussi roi de Sicile (insulaire) (le traité vaut aussi pour la Castille, Ferdinand étant l'époux de la reine Isabelle de Castille) ; en contrepartie de sa neutralité en Italie, le roi d'Aragon récupère le Roussillon, la Cerdagne, le Conflent et le Vallespir, conquis par Louis XI ;
- le 23 mai 1493, le traité de Senlis avec Maximilien d'Autriche, qui est une suite du traité d'Arras de 1482, traitant notamment des conséquences de la rupture des fiançailles de Charles VIII avec Marguerite d'Autriche (il est aussi lié à la question de la succession de Bretagne, du fait de l'annulation du mariage de Maximiliien avec Anne de Bretagne). Charles VIII abandonne la dot (non versée) de Marguerite ; Maximilien, au nom de son fils Philippe le Beau, récupère le comté de Bourgogne (fief d'Empire), le comté de Nevers et le Charolais (fiefs de France), ainsi que le comté d'Artois (fief de France), sauf Thérouanne.

#### L'expédition à Naples

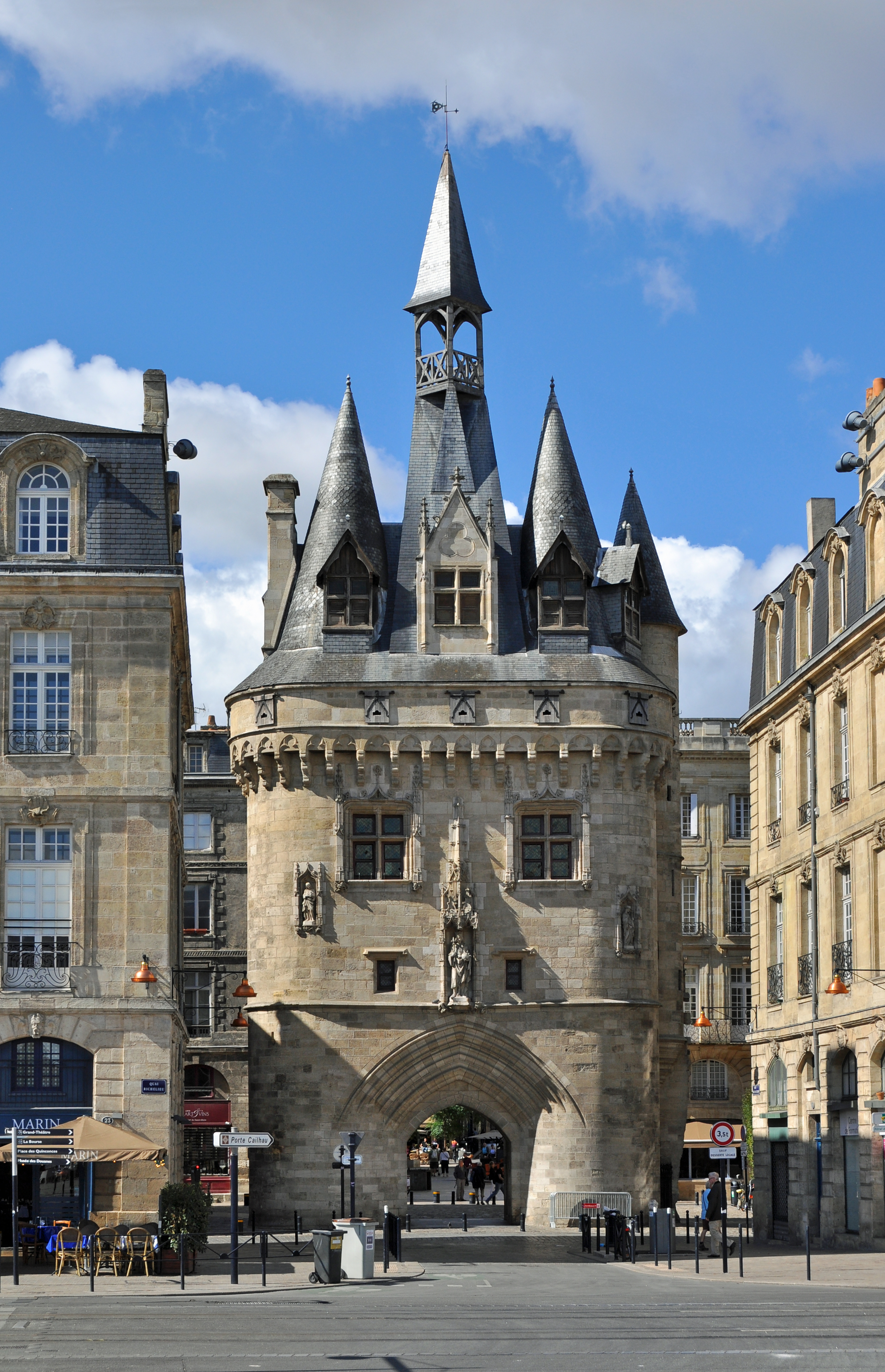
La porte Cailhau à Bordeaux, construite entre 1492 et 1496, et dédiée à la victoire de Charles VIII à Fornoue.

À la mort du roi Ferdinand Ier de Naples, en 1494, Charles VIII prend le titre de roi de Naples et de Jérusalem et pénètre en Italie. C'est le début de la première guerre d'Italie (1494-1497). Opposés à une faible résistance, les Français entrent à Florence en novembre et à Rome en décembre.
Le succès de l'expédition est un choc dans la péninsule italique, la supériorité incontestée de l'artillerie française et la violence des combats provoquent une véritable révolution dans la guerre à l'époque moderne. Les Français sont à Naples en février 1495. Cependant, en mars, sous l'impulsion de Ferdinand II d'Aragon et du pape Alexandre VI, se constitue la ligue de Venise, une alliance quasi générale contre la France. Les troupes françaises sont submergées…
Le retour en France de Charles VIII est périlleux. Il parvient cependant à franchir l'Apennin et, remportant de justesse une victoire à la bataille de Fornoue, il réussit à échapper à ses ennemis.
Le duc Louis d'Orléans, assiégé dans Novare en raison de ses prétentions sur le duché de Milan, est dans une très mauvaise posture puisque son armée est frappée par la faim et les maladies. La situation se délie grâce à l'arrivée de l'armée royale qui négocie avec les troupes italiennes coalisées, les discussions mènent à la signature d'une trêve qui est prolongée par le traité de Verceil en octobre 1495.
Charles VIII regagne le royaume de France en arrivant à Grenoble à la fin du même mois et malgré ses ambitions italiennes persistantes, il ne franchit plus les Alpes jusqu'à sa mort. Début 1497, l'armée française restée à Naples capitule devant le capitaine espagnol Gonzalve de Cordoue, dit « le Grand Capitaine ».
Sur son chemin, le 7 novembre 1495, il fait une entrée solennelle pour la seconde fois dans la ville de Lyon, où il avait été fort marqué de sa première entrée triomphale. La ville décore ses rues d'écussons pendants, comme en Italie, et de chapelets de fleurs. Les écussons représentaient les armes mi-parties du roi, comme le roi de Jérusalem, de Naples, de Sicile et de France, et par dessus était ajoutée la couronne.
En sa cité royale d'Amboise, Charles fait notamment achever la rénovation du château royal et l'ornementation de la chapelle Saint-Hubert. Il y fait en outre réaliser le domaine royal de Château-Gaillard.

### L'accident mortel
Le 7 avril 1498, la reine se remet au château d'Amboise de son dernier accouchement du 20 mars – encore un enfant mort-né. Pour la distraire, Charles l'emmène voir une partie de jeu de paume dans les fossés du château. Pour rejoindre le lieu, ils passent par la nauséabonde galerie Hacquelebac. Pressant le pas, le roi heurte violemment de la tête un linteau de pierre d'une porte basse. Il chancelle mais ne perd pas connaissance, va s'installer pour le spectacle du jeu qu'il regarde longtemps, le commente avec ses voisins. Mais vers deux heures de l’après-midi, il s’écroule soudainement au sol. Il ne peut plus parler. Il est étendu sur une paillasse en attendant les médecins, et y reste pendant neuf heures jusqu'à sa mort, malgré la proximité de lits confortables dans ses propres appartements.
Pendant ces neuf heures, ses médecins tentent de le sauver, en vain. D'après les mémoires de Philippe de Commynes, il retrouve la parole à trois reprises durant ce laps de temps et ses proches pensent l'entendre dire plus ou moins distinctement : « Mon Dieu et la glorieuse Vierge Marie, Monseigneur Saint Claude et Monseigneur saint Blaise me soient en aide. » Le roi Charles VIII rend finalement son dernier soupir dans la soirée du 7 avril 1498 au terme de presque quinze ans de règne, en son château d'Amboise, à l'âge de 27 ans. Son cousin Louis d'Orléans, âgé de trente-cinq ans, lui succède et devient le roi Louis XII.

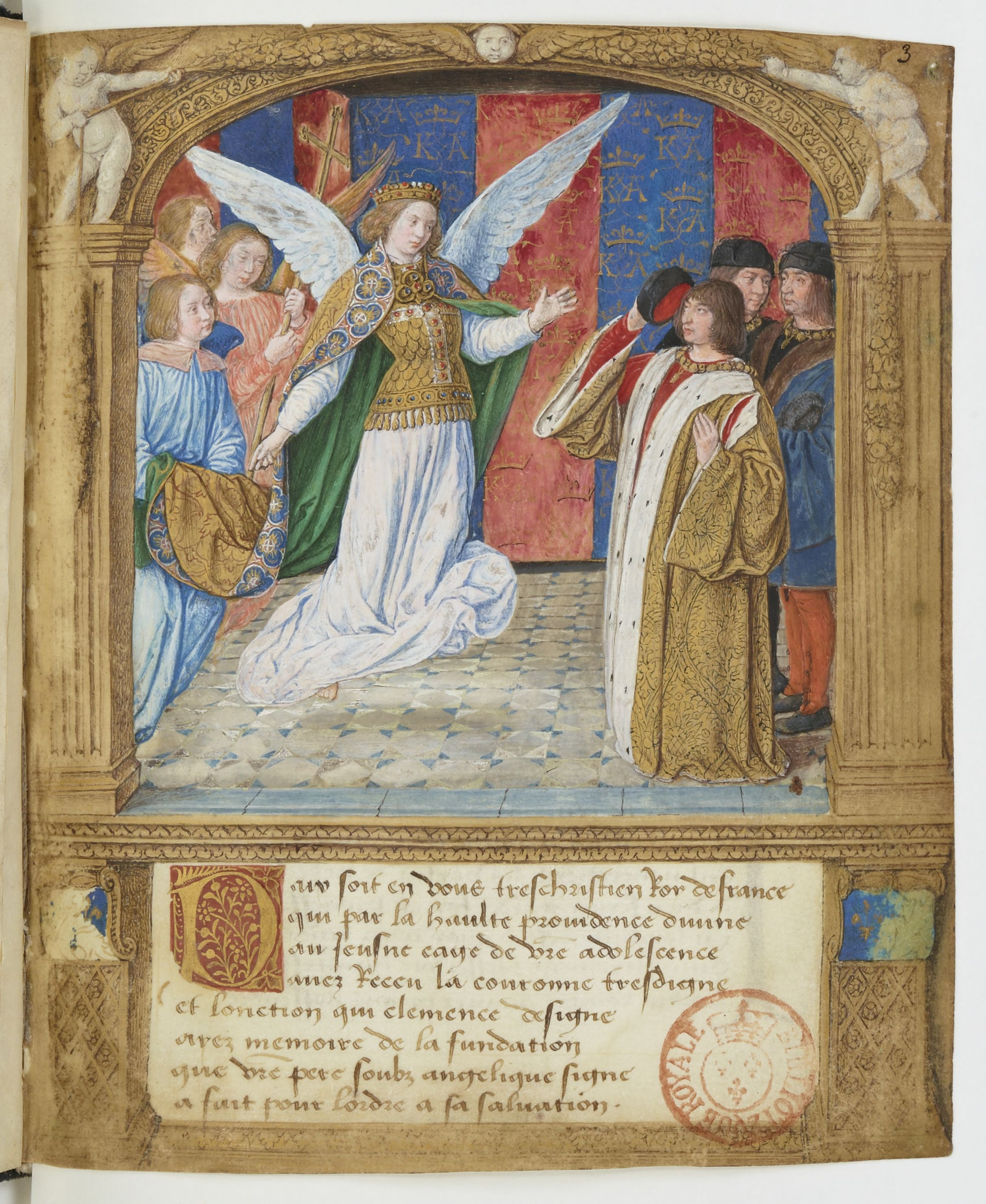
L'archange saint Michel apparaît à Charles VIII.
Statuts de l'ordre de Saint-Michel, enluminure attribuée à Jean Hey, Paris, BnF, département des manuscrits, ms. Français 14363, vers 1493-1494.

Les hypothèses sur la cause de sa mort sont nombreuses. L'évêque d'Angers, présent, parle de « catarrhe (terme parfois utilisé à l'époque comme synonyme d'apoplexie) qui lui tomba dans la gorge ». Ce « qui lui tomba dans la gorge » peut signifier des troubles de la déglutition, des troubles respiratoires, mais aussi la perte de la parole.
Dans la semaine précédant l’accident du linteau, Charles s'est plaint de symptômes évoquant nettement une hypertension artérielle – ce qui favorise les accidents vasculaires. Or, le tableau clinique rappelle celui d'un accident vasculaire cérébral, soit par thrombose, soit par hémorragie ou hématome intracrânien. Un accident vasculaire cérébral peut causer une perte de connaissance, une aphasie si elle touche la zone temporale gauche, elle est marquée alors par une paralysie plus ou moins complète du côté droit. Une telle hémorragie (hématome sous-dural) est souvent due à un traumatisme crânien, généralement suivi d'une période de latence puis d'une atteinte neurologique dont les symptômes dépendent de l’endroit de l'hématome.
Aucun récit contemporain ne mentionne une paralysie, même partielle, ni des convulsions. Mais Jean Markale mentionne « une attaque avec hémiplégie temporaire » au printemps 1497. Une autre question se pose : pourquoi pendant ces neuf heures le roi n'a-t-il pas été porté dans ses appartements tout proches ? Une hypothèse possible pour cette absurdité est qu'il a fait une crise d'épilepsie, le « haut mal » que l'on croyait à l'époque une œuvre du diable et qui effrayait tant médecins et autres gens que personne ne touchait ces malades. Or, dans le cas d'un dégât neurologique, les crises d'épilepsie, sans être systématiques, ne sont pas une rareté — notamment au vu de ses antécédents familiaux.

### Funérailles et inhumation
Les célébrations funèbres sont grandioses, rassemblent 7 000 personnes dont 400 pauvres, et durent jusqu'au 1er mai 1498, jour de la fermeture du tombeau à la basilique de Saint-Denis.
Après sa mort, la succession revient à son cousin et héritier Louis d'Orléans, sacré roi sous le nom de Louis XII, qui fait annuler son mariage avec Jeanne de France (qui fonde l'ordre de l'Annonciade et sera canonisée en 1950) pour épouser la veuve de son cousin, Anne de Bretagne.

## Apparence et personnalité
Charles est un homme de très petite taille et de mauvaise santé, décrit comme monstrueux par les Italiens, à tel point que Jacopo d’Atri se sent obligé de communiquer à la marquise Isabelle d’Este que le roi « n’est pas aussi déformé que notre peuple le décrit ». Il a une grosse tête, de courtes jambes tordues, ou encore six orteils par pied. Il est également affligé d’un tremblement persistant dans ses mains. Selon le chroniqueur Marin Sanudo, il ne porte pas de casque car sa faible complexité ne lui permet pas de le faire. Les contemporains conviennent que sa seule beauté est le regard, dans lequel il y a une certaine noblesse.

« En fait, toutes les meilleures sources contemporaines sont unanimes pour noter la laideur de Carlo. Il était petit et rabougri, avait une grosse tête, un nez grand, des jambes collantes, des yeux blancs et myopes, dans lesquels certains trouvaient la dignité, de grandes lèvres et presque toujours ouverts. Il parlait peu, car il avait du mal à s’exprimer. Brantùme lui-même, qui était aussi son admirateur, observe : « Petit, l’appelle-je, comme plusieurs de son temps et après, par une certaine habitude de parler, l’ont appelé tel, à cause de sa petite stature et débile complexion, mais trés grand de courage, d’àme, de vertu et de valeur ». En fait, Carlo petito l’appelle Pistoia dans fils. 320 de l’apographe de Trivulziano. »

— Alessandro Luzio et Rodolfo Renier, Delle relazioni d’Isabella d’Este Gonzaga con Lodovico e Beatrice Sforza.

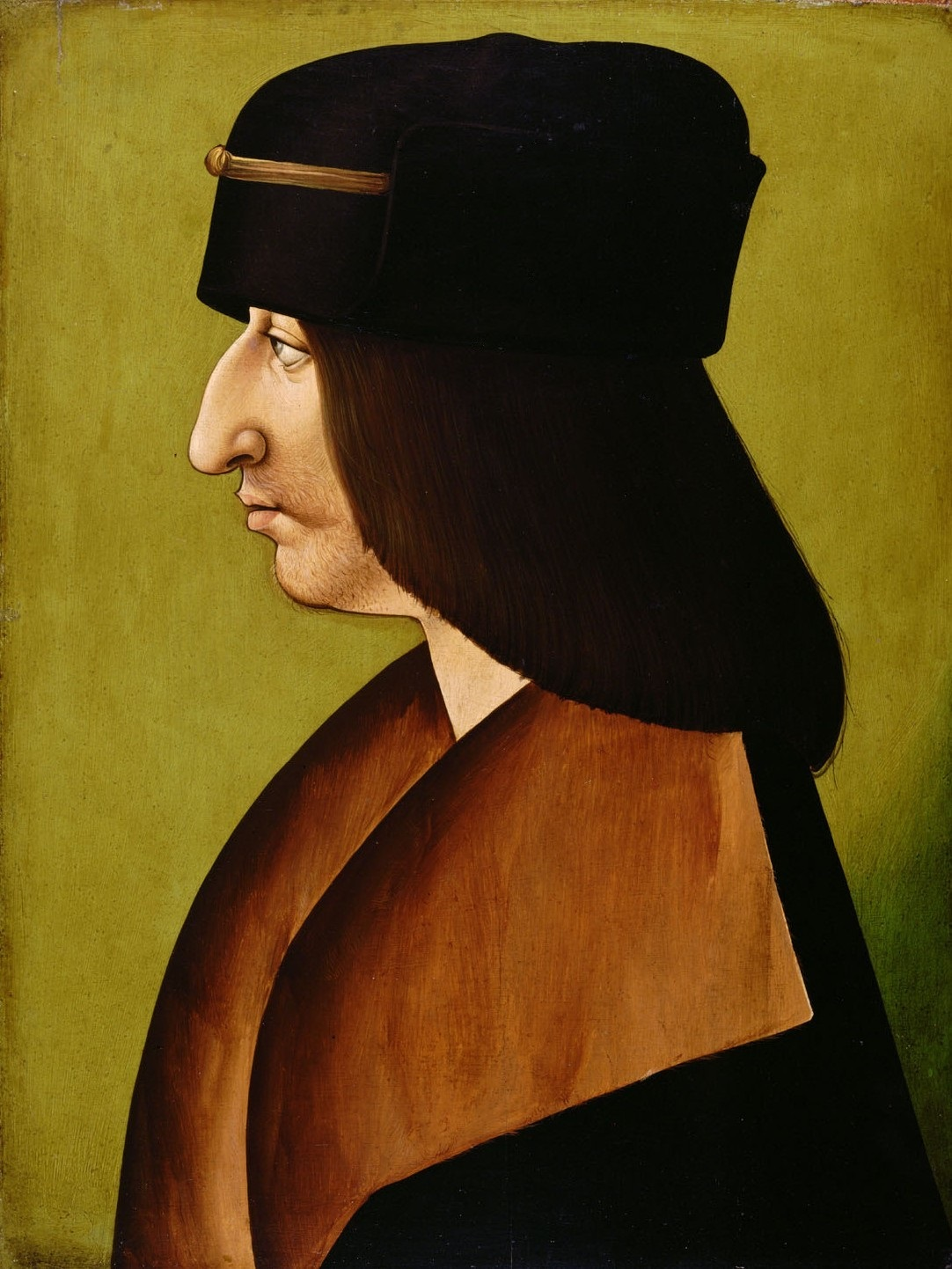
Charles VIII, roi de France. Copie du XVIe siècle d’après un original perdu.

L’ambassadeur vénitien Zaccaria Contarini le décrit en 1492,:

« La majesté du roi de France a vingt-deux ans, petite et mal composée de la personne, laide de visage qui a de grands yeux blancs, et beaucoup plus apte à voir peu que beaucoup, le nez aquilin pareillement grand et épais beaucoup plus que ce qu'il faudrait, ses lèvres sont grandes, et restent continuellement ouvertes, et elle a quelques mouvements de main spasmodiques qui semblent très laids à voir, et elle est tardus in locutione [d'élocution lente]. Selon mon opinion, qui peut être très bien fausse, je tiens pour certain que de corpore et de ingenio parum valga [qu'il vaut peu physiquement et intellectuellement] ; cependant il est loué par tous à Paris pour très bien jouer au ballon, à la chasse et à la joute, exercices bons ou mauvais dans lesquels il passe beaucoup de temps. »

— Luigi Settembrini, Lezioni di letteratura italiana, dettate nell’Università di Napoli, Volume 2, 1868, p. 16

Il est considéré comme ambitieux et fanatique, admirateur des anciens paladins du cycle carolingien au point de vouloir les imiter avec son entreprise en Italie. Il est surnommé l’Affable ou le Courtois pour sa gentillesse à disposer avec tout le monde. En ces termes, en effet, la duchesse Béatrice d’Este en parle à sa sœur Isabelle:
Vers midi [le roi Charles] est venu nous voir d'une manière très domestique avec ses courtisans les plus riches et est resté environ trois heures avec moi et mes dames, avec une telle familiarité et une telle affection qu'on ne pouvait pas désirer plus d'un prince dans le monde. Il voulait voir danser mes dames, puis moi, et il y prenait un plaisir singulier. – Lettre de Béatrice d'Este à Isabelle d'Este, 12 septembre 1494.
L’historien Philippe de Comines en dit : « il n’y a jamais eu d’homme aussi mesquin et inintelligent que le roi, mais il n’était pas possible de trouver dans le monde une meilleure créature que lui-même » , à propos du fait que, selon lui, Charles s’était consolé très tôt avec la mort de son fils unique, Charles Orlando, soupçonnant que l’enfant, audacieux et courageux déjà âgé de trois ans, « continuait dans cette inclination aurait fini par lui enlever son autorité et son pouvoir ».

## Passion pour les femmes
Charles est un coureur de jupons impénitent, en effet il a une véritable obsession pour les femmes : le chroniqueur Girolamo Priuli écrit que, de retour en France en 1495, Charles a été attaqué par le « mal de la côte » dû au coït excessif pratiqué en Italie ; et ajoute qu’il est compté parmi les hommes les plus obscènes de France, que « quand il avait eu affaire à l’un d’eux, il ne se souciait pas plus qu’elle », et que, bien qu’il ait pris soin de ne pas toucher les femmes des autres, il a parfois « utilisé aussi la tyrannie pour prendre les vierges et les femmes des autres, tant la beauté les enchantait ».
Marin Sanudo dit : « Selon la coutume française de vouloir avant tout être en plaisir avec les femmes, et son climat est donné à Vénus, donc ce roi suivait beaucoup ses plaisirs, à la fois pour être à un âge convenable pour cela, et parce que sa nature l’exigeait. Et il a essayé différents types de femmes ici en Italie, qui lui ont été apportées par ses Français ».

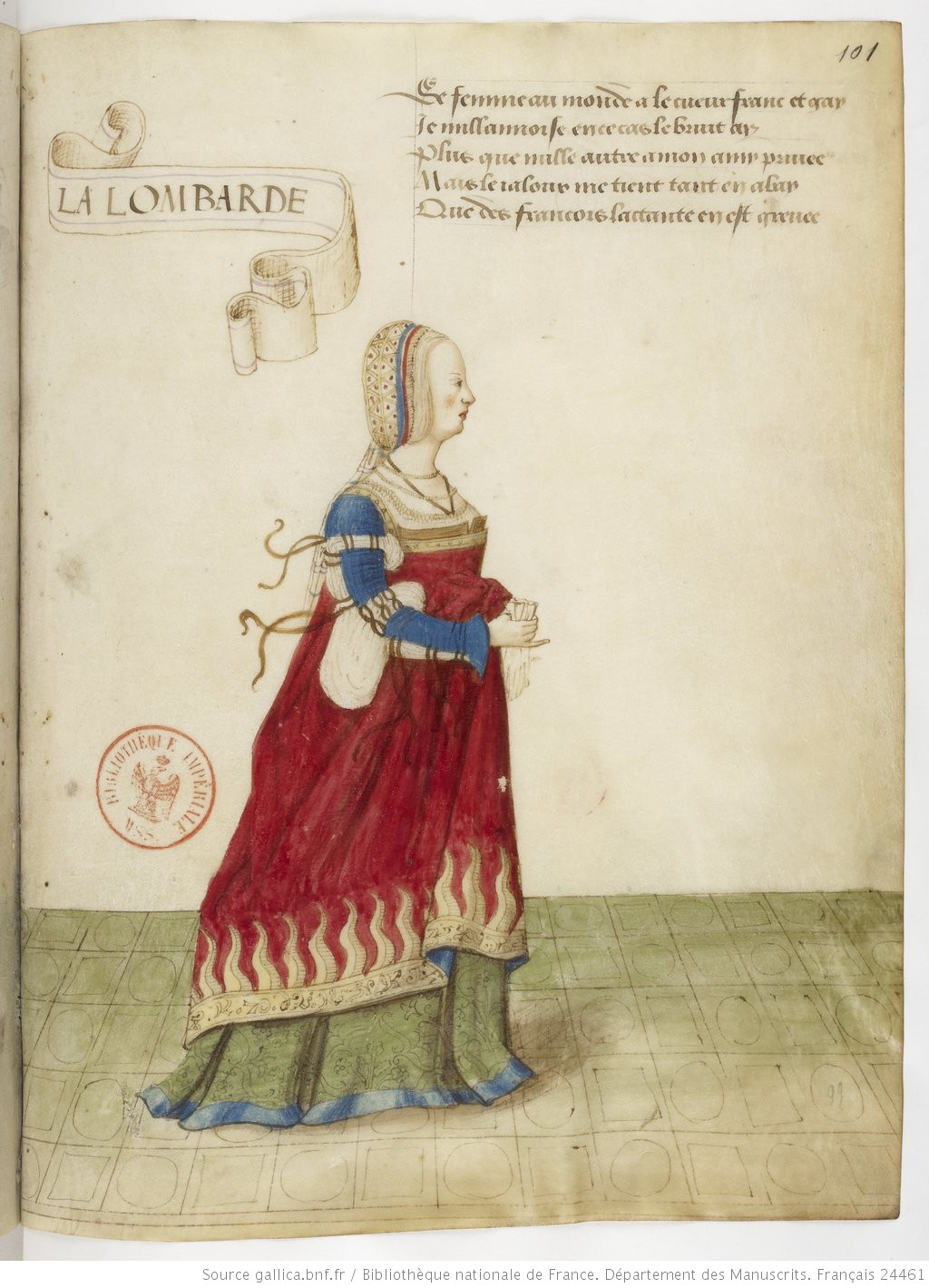
La Lombarde, d’après le manuscrit Les dictz des femmes de diverses nations. Le poète anonyme français ironise sur les conquêtes amoureuses de Charles et de ses courtisans en Lombardie, qui ont échoué dans leurs intentions parce qu’ils étaient entravés par des maris jaloux : Si femme au monde a le cueur franc et gay, Je mylannoise en ce cas le bruyt ay, Plus que nulle autre a mon amy privée, Mais le jaloux me tient tant en abay, Que des François l'actente en est grevée..

Pour cette raison, la duchesse Béatrice d’Este, en venant lui rendre hommage à Asti, amène avec elle les quatre-vingts plus belles dames de Milan, qu’il veut embrasser toutes sur la bouche selon la coutume française, y compris la duchesse et la très jeune Bianca Giovanna Sforza, fille de Ludovico il Moro. Avec certaines de ces dames, le roi prend alors plaisir, leur offrant des bagues en or en échange. En même temps, il se réjouit de voir Béatrice elle-même danser et de lui faire essayer une vingtaine de robes, afin de choisir celle qu’elle porterait dans le portrait qu’il a demandé, sous prétexte de montrer les vêtements de sa femme Anna la duchesse.  Il Moro écrit à Caterina Gonzaga, une noble courtisane de Romagne, pour la faire venir d’urgence à Asti pour satisfaire le roi pour une somme très riche, mais il semble que la femme a refusé d’y aller parce qu’elle est amoureuse de Ferrandino d’Aragona. Dans les mêmes jours, le marquis Guillaume IX de Montferrat invite le roi à Casale chez sa mère Maria, que Charles désire beaucoup connaître car, bien qu’elle soit mariée à un vieil homme, elle est encore jeune et avait la réputation d’être belle. À Naples, Charles VIII est fou d’amour pour Eleonora Piccolomini d’Aragona, fille du défunt duc d’Amalfi, poussée par sa mère Maria Marzano d’Aragon à se prostituer afin de reconquérir le comté de Celano. En même temps, il a comme favorite une Gonzaga qu’il rencontre à Guastalla, qui est supposé être la même Caterina qui a initialement refusé l’offre du Moro[pas clair]. C’est ce qui ressort du chroniqueur Marin Sanudo et d’un rapport des ambassadeurs vénitiens de mai 1495.
Pendant la bataille de Fornoue, un album contenant les portraits licencieux de toutes les maîtresses qu’il a eues en Italie lui est volé. Pour le récupérer, il prie longuement le marquis François II Gonzaga, qui l’a envoyé à sa femme à Mantoue. Toujours le 6 octobre, à la fin de son expédition infructueuse et lors des négociations pour la paix de Verceil, il ne cesse de penser aux femmes : ayant reçu la visite de quelques chanteurs de Mantoue, il les interroge sur les traits de la marquise Isabelle d’Este, son caractère et sa façon de s’habiller, voulant aussi savoir si elle est aussi belle que sa sœur Béatrice d’Este,.
Bref, Charles aime les femmes de petite taille parce que lui aussi est petit. Jacopo d’Atri fait part à la marquise de ses soupçons que le roi viendrait à Mantoue pour l’embrasser « mille fois », mais la rencontre n’a jamais lieu, car peu de temps après son retour en France[pas clair].

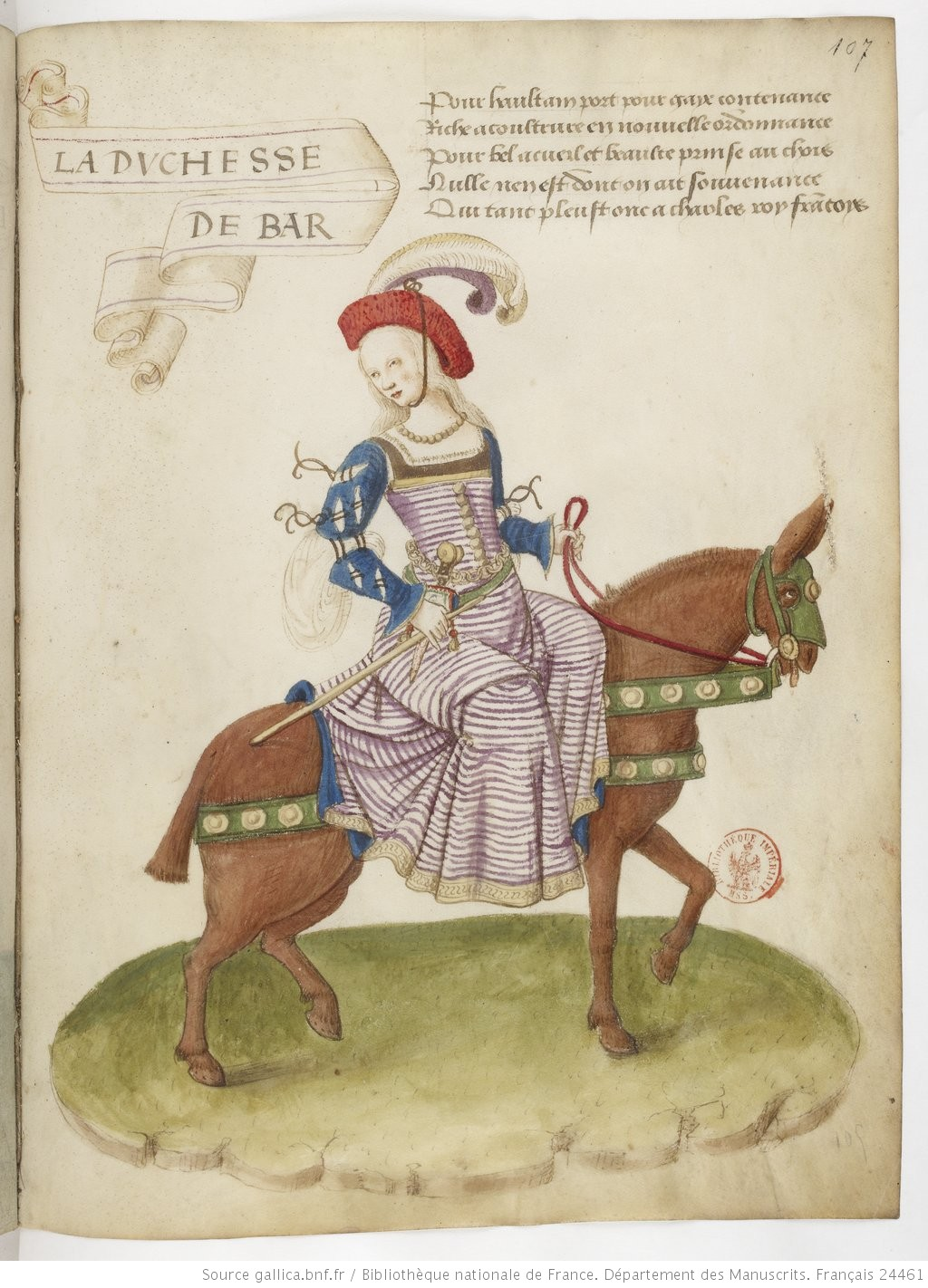
La duchesse de Bar

Le manuscrit Les dictz des femmes de diverses nations contient une miniature de la « duchesse de Bar », accompagnée d’une légende rimée : « Pour haultain port pour gaye contenance / Riche acoultrure en nouuelle ordonnance / Pour bel acueil et beaulte prinse au chois / Nulle nen est dont on a souuenance / Qui tant pleust onc a Charles roy francoys ». Se référant à l’accueil somptueux des Milanais à Asti et à son exubérance vestimentaire réelle, qui impressionnait tant les visiteurs français, l’historien René Maulde-La-Clavière identifie cette femme en la duchesse de Bari, Béatrice d’Este. En fait, son mari Ludovic est aussi appelé « duc de Bar » en français et Charles lui-même s’adresse à lui avec ce titre : « notre trés cher et trés amé cousin, le seigneur Ludovic, duc de Bar ». L'hypothèse serait confirmée par le fait que Louis d'Orléans appelait sans équivoque Béatrice « la duchesse de Bar ». La miniature montre une jeune femme chevauchant une mule, portant un chapeau à plumes voyant, une robe à rayures horizontales, une baguette à la main et un poignard ceinturé à ses côtés. Cependant, il ne semblerait pas qu'il s'agisse d'un portrait de Béatrice, et elle n'a jamais été l'amante du roi, donc les vers ne doivent être compris qu'en relation avec des réceptions galantes, et non dédiés à une « maîtresse » du roi, comme le supposent certains. D’autres historiens[Lesquels ?] identifient cette femme à la duchesse de Bar, Philippe de Gueldres (1467-1547), qui meurt comme religieuse et en odeur de sainteté, et même dans ce cas, il ne semble pas qu'elle ait jamais été l'amante de Charles.

## Tombeau
Charles VIII est inhumé à la basilique Saint-Denis tandis que son cœur rejoint la basilique Notre-Dame de Cléry, afin qu'il puisse être près de ses parents, Louis XI et Charlotte de Savoie.

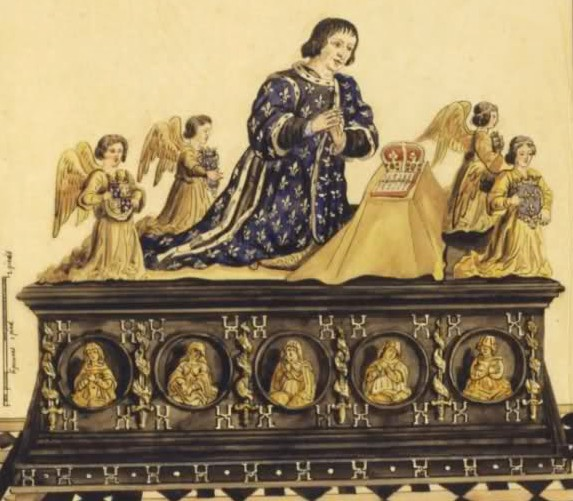
Tombeau de Charles VIII (collection François Roger de Gaignières).

Le tombeau de Charles VIII est alors l'un des plus riches de Saint-Denis, réalisé en grande partie en bronze doré et en émail. Comme tous les tombeaux qui n'ont pas de pierre, il est fondu par les révolutionnaires dès 1792. Les derniers vestiges disparaissent en 1793.
Charles VIII n'est pas inhumé dans la chapelle établie par Charles V, qui est devenue la chapelle Saint-Jean-Baptiste, chapelle des « rois Charles », comme son nom peut l'y prédisposer. La place manque dans cette chapelle. Il est enterré dans l'un des lieux les mieux exposés de l'église : à la croisée du transept, au nord-ouest du maître-autel. Ce secteur n'a connu aucune modification depuis l'enterrement de Jeanne II de Navarre aux pieds de son père Louis X en 1349.
La reine Anne de Bretagne supervise la conception du tombeau, puis les travaux. L'exécution en est confiée à Guido Mazzoni, « chevalier, painctre et enlumineur » que Charles VIII a ramené de ses conquêtes italiennes, et qui est passé au service de Louis XII. De fait, ce tombeau surpasse tous les autres à Saint-Denis par ses dimensions et son ornementation somptueuse. Le monument mesure 8 pieds et demi de long et 4 pieds et demi de large. Il domine les gisants médiévaux en avant desquels il est placé. La statue monumentale en bronze doré représente le roi en orant. Celui-ci est revêtu de la robe bleue à fleurs de lys dorées réalisée en émail.
Le soubassement rectangulaire est orné de figures féminines dans des médaillons — comme au tombeau de François II de Bretagne à Nantes. Des rubans de « K » entrelacés se déroulent entre ces figures féminines, sur tout le pourtour du soubassement. L'emblème personnel de Charles VIII (épée flamboyante ou palmée) orne également le tombeau. Aux quatre angles du socle, des anges en bronze polychrome portent des écus avec les armes de France (d'azur à trois fleurs de lys d'or) et de Naples et Jérusalem écartelées (écartelé en 1 et 4 semé de fleurs de lys d'or au lambel de gueules et, en 2 et 3, d'argent à la croix potencée d'or, cantonnée de quatre croisettes du même).
Ce tombeau influence les réalisations postérieures de la basilique, notamment à cause de la représentation du souverain en prière, sans couronne. Elle est reprise au XVIe siècle dans les tombeaux à transis (Louis XII, François Ier et Henri II).
Le cœur de Charles VIII rejoint la basilique Notre-Dame de Cléry où reposent ses parents. En 1873, il est retrouvé sous le dallage de la collégiale. Une dalle offerte en 1892 par la Société française d’archéologie en marque depuis l’emplacement.

## Jugements sur Charles VIII

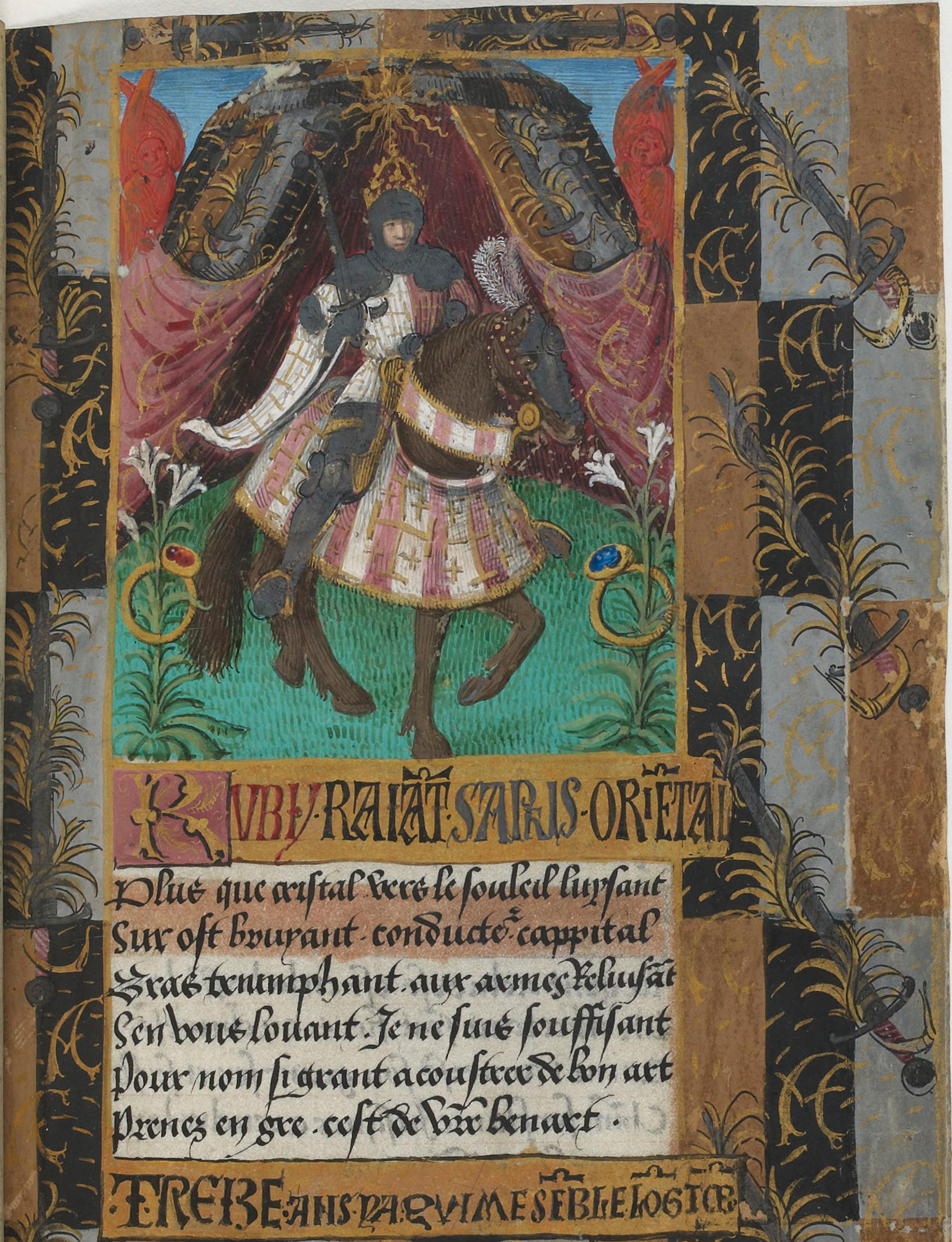
« Imperant Roy portant tripple coronne », Jean Bénart, Louanges de Charles VIII, enlumineur anonyme, 1497 (Paris, BnF, département des manuscrits, ms. 2228,).

La figure de Charles VIII connaît depuis toujours un traitement sévère. Depuis son époque, il a l'image d'un jeune roi fragile et instable dont le portrait physique disgracieux correspond en tout point à son mental déficient. C'est en tout cas ce qui ressort des descriptions utilisées par les historiens, celle de Philippe de Commynes dans ses Mémoires ou encore dans les écrits de l'ambassadeur vénitien Zaccaria Contarini.
Le XIXe siècle français connaît une production historique importante et l'étude de Charles VIII n'échappe pas à la règle. L'historien renommé Jules Michelet dans son Histoire de France lui fait une place au sein du roman national. Charles VIII est le roi qui engage les guerres d'Italie, en cela, il allume l'étincelle, permet à la culture italienne de rencontrer la civilisation française et provoque ainsi le brasier de la Renaissance.
Les ouvrages de Paul Pélicier en 1882 puis de Delaborde en 1888 sont des travaux d'érudition qui ne bouleversent pas l'image du règne de Charles VIII. La vision dominante dans l'historiographie est celle d'une période d'insuffisance royale. Ce souverain immature et mal conseillé aurait dilapidé les énergies du royaume dans « l'Entreprise italienne », une aventure chevaleresque irrationnelle. En effet, Charles VIII pour se lancer pleinement dans les guerres d'Italie a concédé des terres à des souverains étrangers lors des traités d'Étaples, de Barcelone et de Senlis ce qui est contraire au processus de construction territoriale du royaume, résultat de la politique de son père, Louis XI.
Il faut attendre la seconde moitié du XXe siècle pour voir émerger une nouvelle historiographie le concernant. Yvonne Labande-Mailfert est certainement pionnière dans ce processus et d'autres historiens lui ont ensuite emboîté le pas. L'historienne réhabilite aussi bien le portrait moral de Charles VIII que ses actions politiques en les expliquant dans leur contexte intellectuel et politique (entre autres dans le chapitre nommé « les origines des guerres d'Italie et le vouloir du roi »). Elle rappelle qu'il ne faut pas transposer notre rationalité politique dans le monde de la fin du XVe siècle.
Les prophètes et prédicateurs sont alors détenteurs d'un pouvoir important dans les cours princières. Les attentes messianiques étaient très fortes autour de Charles VIII, nombre d'auteurs mettaient en lui leur espoir d'une Réforme de l'Église et allaient jusqu'à lui présager un avenir impérial. Le milieu dans lequel évolue Charles VIII dispose donc d'une logique interne qu'une réflexion marquée par une interprétation déterministe de l'histoire ne peut entendre. C'est notamment en tenant compte de ce cadre que les historiens du XXIe siècle développent leur réflexion.

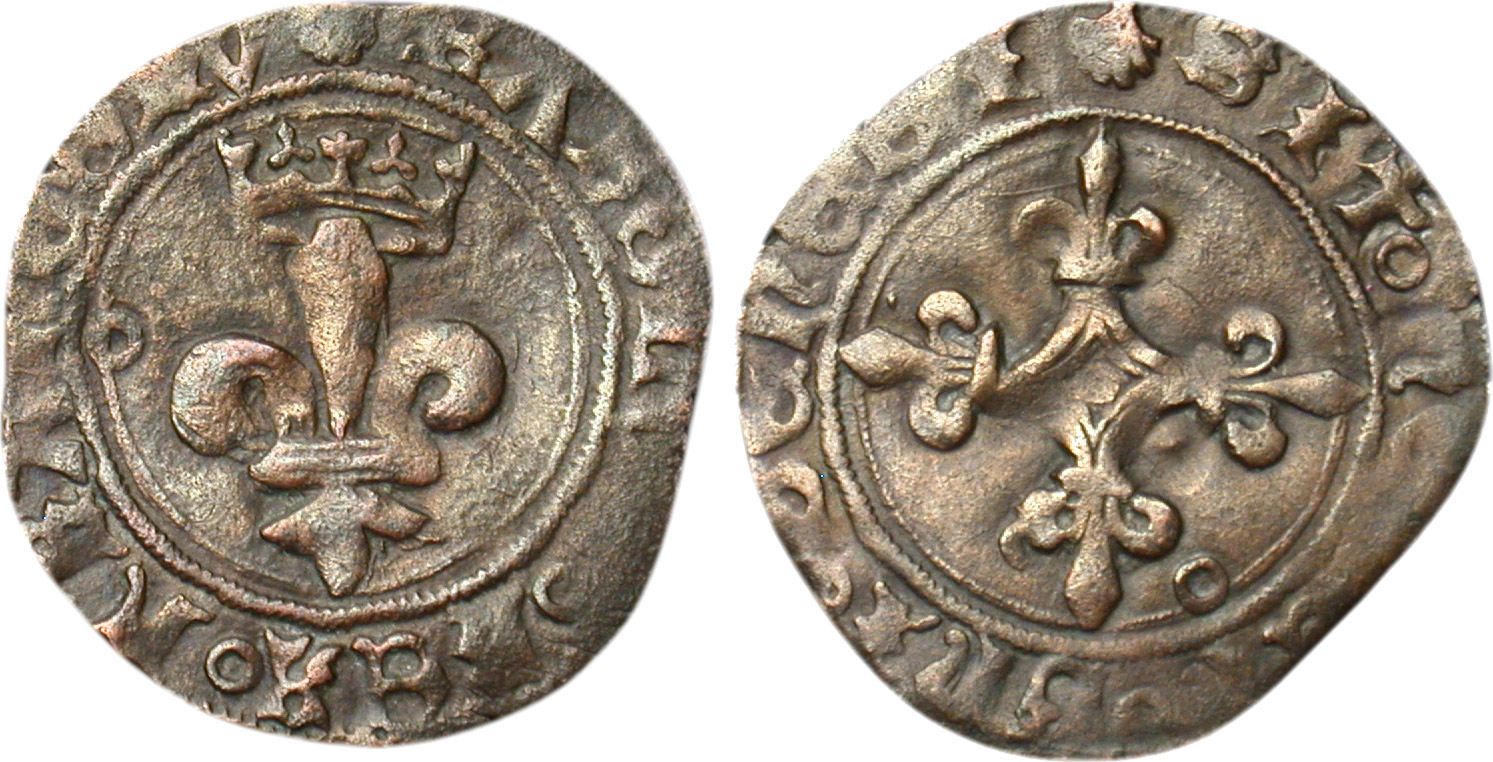
Double tournois ou niquet sous Charles VIII.
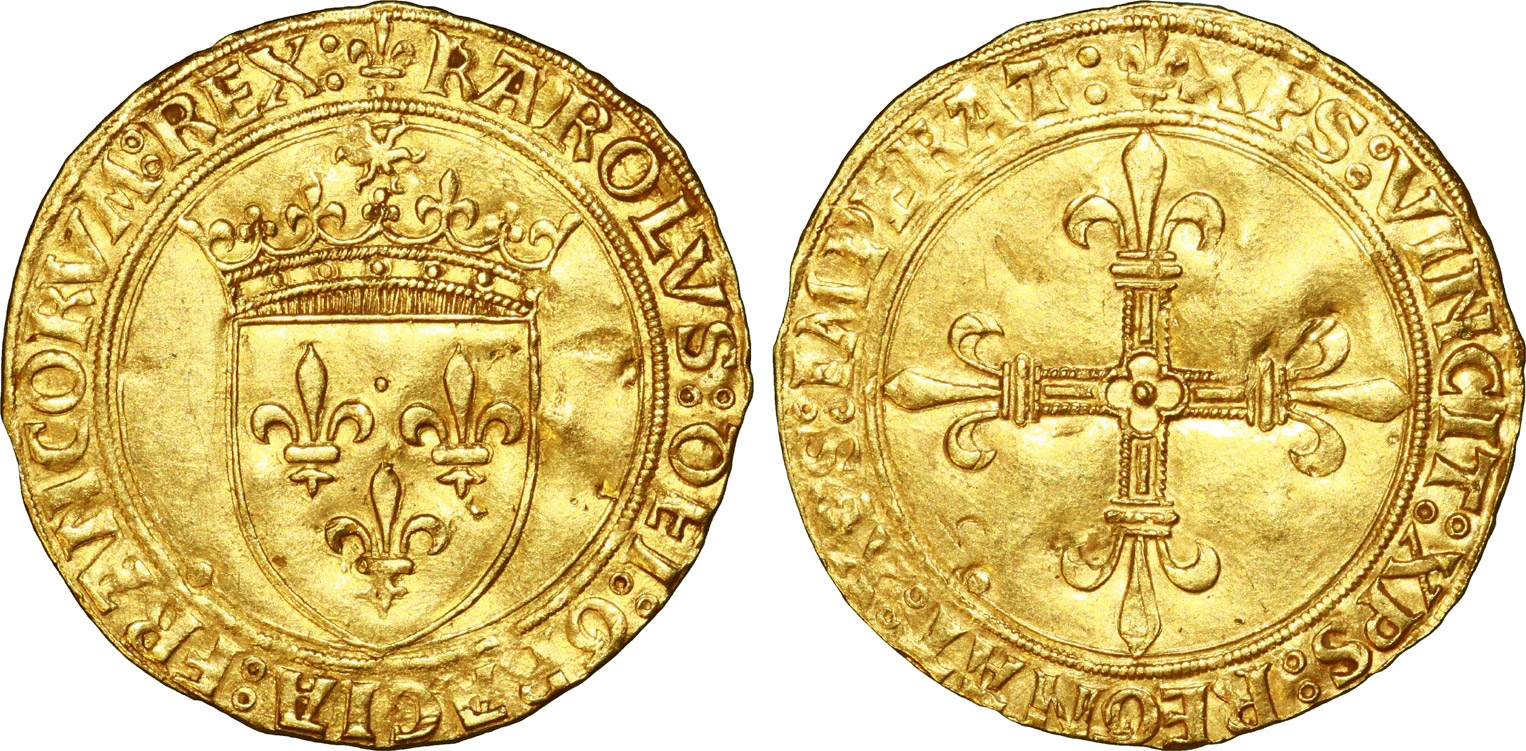
Écu d'or au soleil sous Charles VIII.
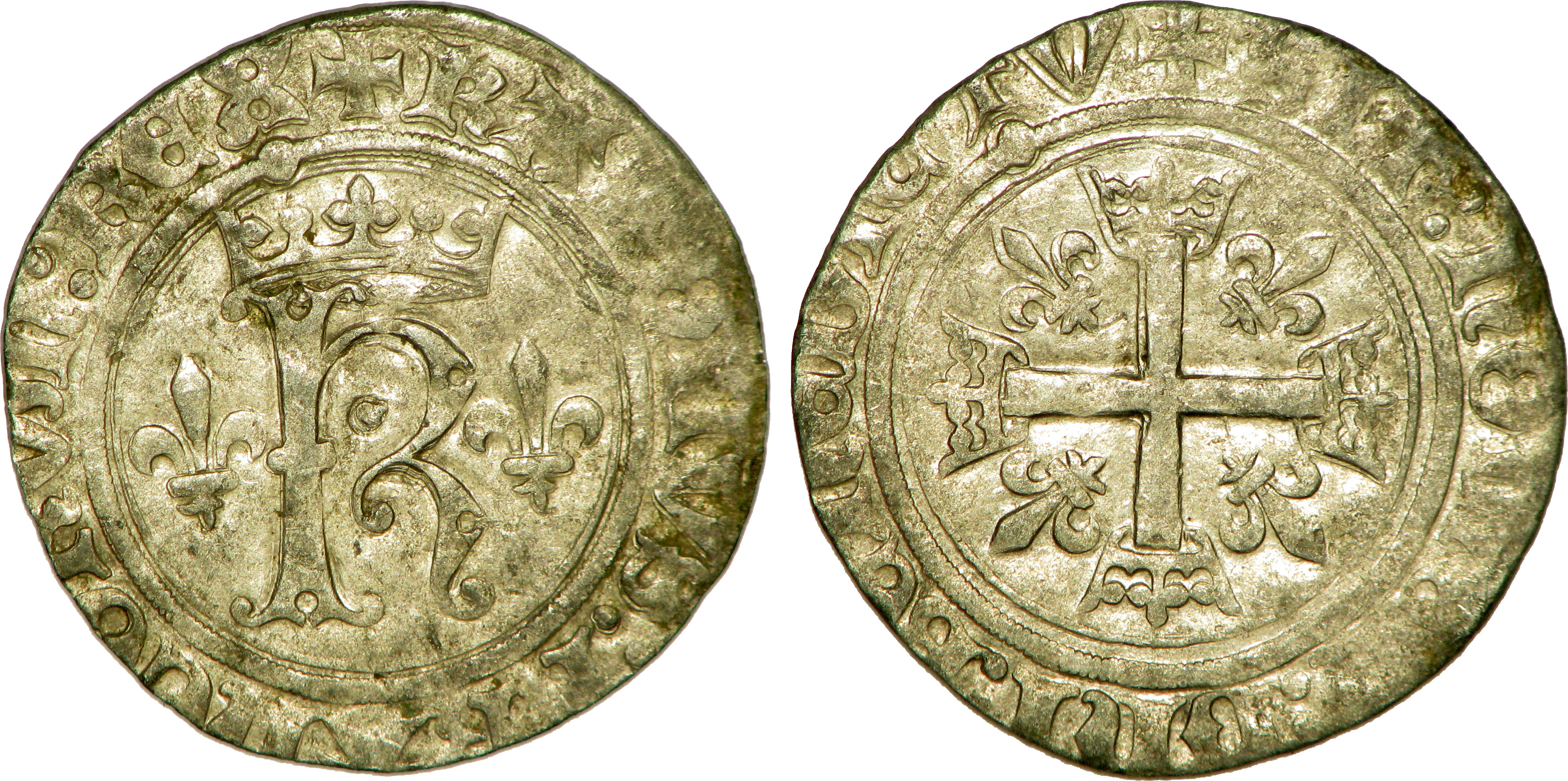
Karolus ou dizain sous Charles VIII.

## Descendance
Charles VIII et Anne de Bretagne ont eu six enfants, tous morts en bas âge :
- Charles-Orland de France (11 octobre 1492 - 16 décembre 1495), dauphin du Viennois à sa naissance ;
- François (Courcelles, août 1493 - idem), né avant terme. Il est inhumé en l'église Notre-Dame de Cléry ;
- Fille mort-née (Lyon, 15 mars 1494) ;
- Charles de France (Plessis-lès-Tours, 8 septembre 1496 - 2 octobre 1496), dauphin du Viennois à sa naissance ;
- François de France (juillet 1497 - fin 1497), dauphin du Viennois à sa naissance ;
- Anne de France (Tours, mort-née le 20 mars 1498).

Charles VIII aurait eu cinq filles naturelles : Christine, Francisque, Charlotte (enfant dont il est le parrain), Louise et Marguerite. Mais on n'a pas de preuves certaines de sa paternité en ce qui les concerne.

## Devise
En 1492, Charles VIII prend pour devise la formule « Plus qu'aultre », elle est par exemple visible sur le frontispice de « Le Livre des faiz monseigneur saint Loys ». L'interprétation proposée par l'historienne Yvonne Labande Mailfert est que le roi de France veut alors montrer à tous sa volonté de partir en croisade. Et ainsi de faire encore plus pour la chrétienté que ne l'ont fait les souverains ibériques qui viennent pourtant d'achever la Reconquista avec la Prise de Grenade.

### Sources imprimées
- Louis de La Trémoïlle (éd.), Correspondance de Charles VIII et de ses conseillers avec Louis de la Trémoille, pendant la guerre de Bretagne (1488), Paris, 1875, XII-284 p. (lire en ligne). Reproduction en fac-similé : Genève : Mégariotis reprints, 1978, [lire en ligne].

- Paul Pélicier (éd.) et Bernard de Mandrot (éd.), Lettres de Charles VIII, roi de France : publiées d'après les originaux pour la Société de l'histoire de France, Paris, Librairie Renouard, 1898-1905, t. 1 : 1483-1488, [lire en ligne], t. 2 : 1488-1489, [lire en ligne], t. 3 : 1490-1493, [lire en ligne], t. 4 : 1494-1495, [lire en ligne], t. 5 : 1496-1498, [lire en ligne], [présentation en ligne].

#### Ouvrages anciens
- Marie-Nicolas Bouillet  et Alexis Chassang (dir.), « Charles VIII (roi de France) » dans Dictionnaire universel d’histoire et de géographie, 1878 (lire sur Wikisource).
- Claude Joseph de Cherrier, Histoire de Charles VIII roi de France d'après des documents diplomatiques inédits ou nouvellement publiés, 2 vol., Paris, Librairie académique Didier et Cie, 1868, [lire en ligne].
- Patrick Kerrebrouck, Christophe Brun et Christian de Mérindol, Les Valois, Villeneuve d'Ascg France, P. van Kerrebrouck, coll. « Nouvelle histoire généalogique de l'auguste maison de France » (no 3), 1990, 735 p. (ISBN 978-2-9501509-2-9 et 2-950-15092-6, OCLC 23994556).

#### Études historiques
- Ivan Cloulas, Charles VIII et le mirage italien, Paris, Albin Michel, coll. « L'Homme et l'événement », 1986, 277 p. (ISBN 2-226-02664-9).
- Anne Denis, Charles VIII et les Italiens : histoire et mythe, Genève, Droz, coll. « Travaux d'Humanisme et Renaissance » (no 167), 1979, 185 p. (ISBN 978-2-600-03079-3, lire en ligne).
- Yvonne Labande-Mailfert, Charles VIII et son milieu : 1470-1498, la jeunesse au pouvoir, Paris, Klincksieck, 1975, 615 p. (ISBN 2-252-01726-0, présentation en ligne).
- Yvonne Labande-Mailfert, Charles VIII : le vouloir et la destinée, Paris, Fayard, 1986, 512 p. (ISBN 2-213-01773-5, présentation en ligne).
- André Lapeyre et Rémy Scheurer, Les Notaires et secrétaires du roi sous les règnes de Louis XI, Charles VIII et Louis XII (1461-1515) : notices personnelles et généalogies, vol. 1 (Notices) et 2 (Généalogies et index), Paris, Bibliothèque nationale, coll. « Documents inédits sur l'histoire de France », 1978, XLIII-320 + XCI (ISBN 2-7177-1403-0, 2-7177-1404-9 et 2-7177-1425-1, présentation en ligne), [présentation en ligne], [lire en ligne].
- Didier Le Fur, Charles VIII, Paris, Perrin, 2006, 477 p. (ISBN 2-262-02273-9, présentation en ligne).
- Léon-Gabriel Pélissier, « Le retour de Charles VIII à Rome : notes italiennes d'histoire de France », Revue d'histoire moderne et contemporaine, Paris, Société nouvelle de librairie et d'édition (Librairie Georges Bellais), t. II (2e année),‎ 1900, p. 386-393 (lire en ligne).
- Patrick Boucheron, « Charles VIII descend en Italie et rate le monde », dans Patrick Boucheron (dir.) Histoire Mondiale de la France, Paris, Editions du Seuil, 2017, p. 247-251.
- René Maulde-La-Clavière, Histoire de Loius XII: ptie. Louis d'Orléans., vol. 3 (lire en ligne)

#### Vulgarisations
- Ivan Gobry, Louis XI, La force et la ruse, Tallandier, 2001, 159 p. (ISBN 978-2-235-02281-1).

### Cinéma et télévision
- 1924 : Yolanda de Robert G. Vignola avec Johnny Dooley.
- 1964 : Bayard de Claude Pierson avec Philippe Drancy.
- 1977 : Les Borgia ou le sang doré d’Alain Dhénaut avec Georges Ser.
- 1981 : The Borgias de Brian Farnham avec Andrew Dunford.
- 1988 : Sans peur et sans reproche de Gérard Jugnot avec Patrick Timsit.
- 2011 : 
  - The Borgias de Neil Jordan avec Michel Muller.
  - Borgia de Tom Fontana avec Simon Larvaron.
- 2012 : Isabel de Jordi Frades avec Héctor Carballo[58].
- 2019 : Anne de France ou l'honneur des Bourbons de Benjamin Lehrer et David Jankowski, épisode de Secrets d'Histoire avec Marius Tuzelet.